# 李维祯
李维祯（1910年7月—1998年12月19日），男，直隶（今河北）无极人，中国药政学专家，曾任沈阳药学院院长兼党委书记，中国药学会理事长。